# 星型多面体

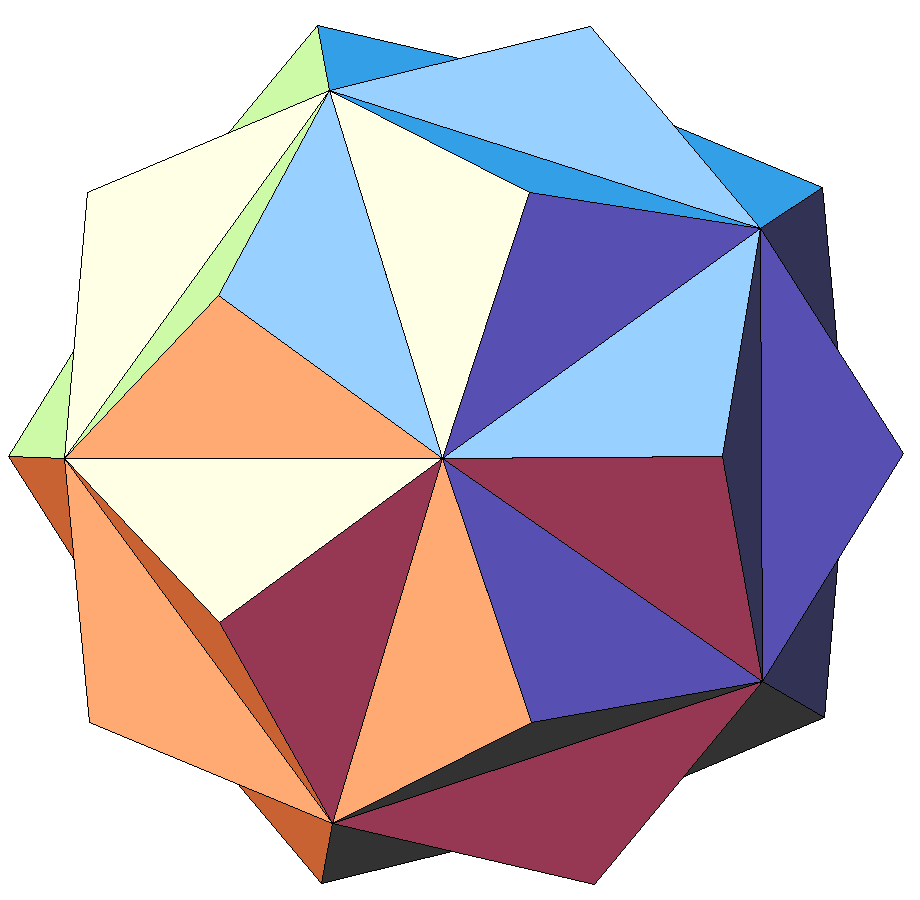
小三角六辺形二十面体

星型多面体（ほしがたためんたい、Stellation）は多面体の一つ。
多面体の、各辺や各面（普通は面を広げたものをいう）を広げていくと何回か交わるが、このときにできる立体が星型多面体である（正四面体や立方体など、どこまで広げても交わらないものからは、それ自身の一種類しか星型多面体は作れない）。また、このような操作を星型化といい、面を星型化した多面体のひとつの面がほかの面と交わるときにできた交線図を星型パターンという。
星型多面体の中で、おそらく一番有名なものは、小星型十二面体または星型正十二面体と呼ばれるものである。名前のとおり正十二面体の辺と面のどちらを星型化してもできる多面体で星型正多面体の一種であり、星型正五角形12枚、辺30本、頂点12個からなる立体で、一つの頂点に5枚の星型正五角形が集まる。星型正多面体は正多面体の条件を満たす星型多面体のことである。
面を星型化した多面体のうち、どのような図形を星型多面体と呼ぶかの条件は以下のとおりである。
- 星型多面体の面は元の多面体の面平面上になければならない。
- すべての面を構成する領域は各平面で同じでなければならない。
- 平面に含まれる領域は元の多面体の面と同じ回転対称性を持たなければならない。
- 平面に含まれる領域は完成した星型で見えなければならない。
- 鏡像の組み合わせではない2つの星型の面と面が接しない和は許さない。

これは正二十面体の星型の総数を求めるとき、J.C.P.ミラーによって提案されたものである。
ある多面体の面による星型を区別するにはラベルのようなものをつける必要がある。その方法は次のとおりである。ある多面体を星型化するといくつかの胞に分かれ、そのとき前の多面体に完全に覆いかぶさる胞を層という。最初の層をa、次の層をb、というようにアルファベットであらわす。またその層が数種類の形状に分けられる場合は、b1、b2、というように数字をつける。またこれらの胞の中には2つの鏡像に分けられるものがある。それは右手系をb1というように細字で、左手系をb1というように斜体でそれぞれ表す。ある層より内部の胞すべてを使っている場合は大文字で表し、元の多面体はAで表すことになる。

## 正多面体の星型

### 正四面体、正六面体の星型
正四面体、正六面体からは辺、面のどちらからでも新しい図形を作ることはできない。

### 正八面体の星型
辺による星型化からは作れない。
面による星型は、以下の2種類である。
- A: 正八面体自身
- B: 星型八面体（正八面体から作ったダ・ヴィンチの星、2つの正四面体の複合多面体）

### 正十二面体の星型
辺による星型化からは小星型十二面体ができる。
面による星型は、以下の4種類である。一覧表は正十二面体の星型一覧にある。
- A: 正十二面体自身
- B: 小星型十二面体
- C: 大十二面体
- D: 大星型十二面体

### 正二十面体の星型
辺による星型化からは大星型十二面体ができる。
正二十面体の面による星型の胞はa, b, c, d, e1, e2, f1, f1, f1, f2, g1, g2, hがある。
星型は全部で59種類あり、そのうちの27種類はねじれた（キラルな）外観を持つ。主な星型には以下のようなものがある。詳しくは正二十面体の星型一覧を参照のこと。
- B: 小三角六辺形二十面体（一様多面体の一種である小二重三角二十・十二面体の双対）
- C: 5個の正八面体の複合多面体（正複合多面体の一種）
- De2f2: medial triambic icosahedron（一様多面体の一種の二重三角十二・十二面体の双対）、great triambic icosahedron（一様多面体の一種の大二重三角二十・十二面体の双対）
- Ef1またはE f1: 5個の正四面体の複合多面体（正複合多面体の一種、鏡像あり）
- Ef1: 10個の正四面体の複合多面体（正複合多面体の一種）
- Ef1g1: 外観上、正三角形のみでできた立体（凸多面体ではないのでデルタ多面体には含めない）。正十二面体の各面を正五角錐の形にへこませたもの。
- G: 大二十面体（星型正多面体の一種）
- H: 完全二十面体（正二十面体の最後の星型）